# Banchus pictus
Banchus pictus là một loài tò vò trong họ Ichneumonidae.